# غيليت
غيليت (بالإسبانية: Gillette)‏ هي مغنية وملحنة وممثلة مكسيكية، ولدت في 16 سبتمبر 1974 في نيوجيرسي في الولايات المتحدة.

## وصلات خارجية
- غيليت على موقع ميوزك برينز (الإنجليزية)
- غيليت على موقع ديسكوغز (الإنجليزية)